# تنگل علی‌بیک
تنگل علی‌بیک یک روستا در ایران است که در شهرستان بیرجند واقع شده‌است. تنگل علی‌بیک ۲۸ نفر جمعیت دارد.